# Saint-Sorlin-en-Bugey
Saint-Sorlin-en-Bugey település Franciaországban, Ain megyében. Lakosainak száma 1140 fő (2022. január 1.). Saint-Sorlin-en-Bugey Lagnieu, Souclin, Vaux-en-Bugey, Vertrieu és Sault-Brénaz községekkel határos.

## Népesség
A település népessége az elmúlt években az alábbi módon változott:
| Lakosok száma | 556  | 690  | 832  | 1062 | 1089 | 1131 | 1157 | 1127 | 1117 | 1140 |
|               | 1968 | 1982 | 1990 | 2006 | 2013 | 2015 | 2017 | 2019 | 2020 | 2022 |